# Klubi Sportiv Luftëtari Gjirokastër 2016-2017

## Rosa
| N. |                      | Ruolo | Calciatore              |
| -- | -------------------- | ----- | ----------------------- |
| 1  | Albania (bandiera)   | P     | Mihal Thano             |
| 3  | Albania (bandiera)   | D     | Marjus Topi             |
| 4  | Albania (bandiera)   | D     | Oltion Rapa             |
| 5  | Albania (bandiera)   | C     | Albano Aleksi           |
| 6  | Mozambico (bandiera) | C     | Ussama Mutumane         |
| 7  | Albania (bandiera)   | C     | Kristal Abazaj          |
| 8  | Albania (bandiera)   | D     | Vangjel Zguro           |
| 9  | Angola (bandiera)    | A     | Pedro Bengui            |
| 10 | Albania (bandiera)   | C     | Eduart Rroça            |
| 12 | Albania (bandiera)   | P     | Shkëlzen Ruçi           |
| 14 | Albania (bandiera)   | C     | Juljan Lluka            |
| 16 | Albania (bandiera)   | C     | Behar Ramadani          |
| 19 | Albania (bandiera)   | C     | Lejdi Liçaj             |
| 20 | Albania (bandiera)   | D     | Orjad Beqiri (capitano) |

| N. |                      | Ruolo | Calciatore        |
| -- | -------------------- | ----- | ----------------- |
| 21 | Albania (bandiera)   | C     | Dejvi Bregu       |
| 22 | Albania (bandiera)   | C     | Silvio Zogaj      |
| 23 | Albania (bandiera)   | D     | Donald Rapo       |
| 27 | Albania (bandiera)   | A     | Eri Lamçja        |
| 30 | Albania (bandiera)   | C     | Brixhild Brahimaj |
| 44 | Camerun (bandiera)   | D     | Edy-Nicolas Boyom |
| 77 | Mozambico (bandiera) | C     | Reginaldo         |
|    | Albania (bandiera)   | P     | Festim Miraka     |
|    | Albania (bandiera)   | P     | Kristo Roko       |
|    | Albania (bandiera)   | C     | Ardit Çunaj       |
|    | Angola (bandiera)    | C     | Dany              |
|    | Albania (bandiera)   | A     | Albano Halilaj    |
|    | Albania (bandiera)   | A     | Erinato Shurdhi   |
|    | Albania (bandiera)   | A     | Rudion Mahmutaj   |